# Vanished – Tage der Angst
Vanished – Tage der Angst (Originaltitel: The Vanished) ist ein US-amerikanischer Mysterythriller aus dem Jahr 2020 unter der Regie von Peter Facinelli.

## Handlung
Die Handlung des Films findet an wenigen Tagen rund um Thanksgiving 2018 statt: Wendy und Paul Michaelson sowie ihre 10-jährige Tochter Taylor sind mit dem Wohnmobil unterwegs und checken auf einem kleinen Campingplatz an einem See weitab der Zivilisation ein. Bereits kurz danach verschwindet Taylor und ihre Eltern melden sie als vermisst.
Obwohl die Polizei unter Sheriff Baker sofort eine Suche einleitet, kann Taylor nicht gefunden werden. In den nächsten Tagen suchen Wendy und Paul daher auch auf eigene Faust und es kommt zu tödlichen Begegnungen mit Personen, die ihnen verdächtig vorkommen. Sie erschießen aus Versehen einen Survivalcamper im Wald. Bei einem Streit während der Suche auf dem See ertrinken mit dem jungen Paar Miranda und Eric die einzigen weiteren Gäste und Wendy erschlägt aus Notwehr Tom, den Betreiber des Campingplatzes.
Schließlich kommt am Ende heraus, dass Taylor schon vor sechs Jahren bei einem Unfall gestorben ist. Wendy und Paul haben sich in einer gemeinsamen Wahnvorstellung (Folie à deux) nur eingebildet, dass ihre Tochter noch lebt und aktuell verschwunden ist. Als die Polizei das herausfindet, sind die beiden mit ihrem Wohnmobil schon wieder unterwegs.

## Hintergrund
Die Dreharbeiten fanden vom Dezember 2018 bis Juni 2019 am Lake Tuscaloosa in Alabama statt.
Von Peter Facinelli stammen nicht nur das Drehbuch und die Regie, sondern er hat in dem Film auch eine Nebenrolle als Deputy Sheriff übernommen.
Die Erstausstrahlung im deutschen Free-TV war am 7. März 2022 im ZDF und wurde von 1,96 Mio. Zuschauern verfolgt.

## Synchronisation
Die deutsche Synchronisation entstand bei der TaunusFilm Synchron GmbH in Berlin unter der Regie von Victoria Sturm.
| Schauspieler       | Rollenname         | Deutscher Synchronsprecher |
| ------------------ | ------------------ | -------------------------- |
| Anne Heche         | Wendy Michaelson   | Ulrike Stürzbecher         |
| Thomas Jane        | Paul Michaelson    | Thomas Nero Wolff          |
| Jason Patric       | Sheriff John Baker | Florian Halm               |
| Peter Facinelli    | Deputy Rakes       | Till Endemann              |
| George Harrison    | Dr. Bradley        | Frank Röth                 |
| Kristopher Wente   | Eric               | Jannik Endemann            |
| Lily Anne Harrison | Janet              | Nurcan Özdemir             |
| Dean Shortland     | Jeffrey Michelson  | Johannes Berenz            |
| Alex Haydon        | Justin             | Dirk Petrick               |
| Rebecca Lines      | Marianne Baker     | Victoria Sturm             |
| Aleksei Archer     | Miranda            | Flavia Vinzens             |
| Lucas Bentley      | Stanley            | Georgios Tzitzikos         |
| Kk Heim            | Taylor Michaelson  | Rosa Blankenburg           |
| John D. Hickman    | Tom                | Lutz Schnell               |

## Rezeption
Der Film erhielt überwiegend eher gemischte bis negative Kritiken. Beim Filmkritik-Portal Rotten Tomatoes gibt es für den Film 20 % positive Rezensionen und auf Internet Movie Database hat er eine Bewertung von 5,7 von 10.

„Zumindest kann man Vanished – Tage der Angst aber nicht vorwerfen, nur eine Kopie der üblichen Kinderentführungs-Thriller zu sein, die immer wieder gedreht werden. Tatsächlich gut ist der Film deswegen nicht. Die teils verheerenden Kritiken kommen nicht von ungefähr. Andererseits bekommt man nur selten einen Thriller zu Gesicht, der sich derart von sich selbst überzeugt in den Wahnsinn stürzt.“